# Green-Eyed Johnny
Green-Eyed Johnny è un cortometraggio muto del 1919 diretto da John Francis Dillon (come Jack Dillon).

## Produzione
Il film fu prodotto dalla Nestor Film Company.

## Distribuzione
Distribuito dall'Universal Film Manufacturing Company, il film - un cortometraggio di una bobina - uscì nelle sale cinematografiche USA il 14 aprile 1919.